# 中ノ岳
中ノ岳（なかのだけ）は、新潟県南魚沼市と魚沼市にまたがる標高2,085 mの山。
越後駒ヶ岳、八海山とともに越後三山を構成し、その最高峰でもある。南は兎岳、大水上山を経て利根川水源の山々に接続している。山頂の西には前衛峰の御月山がある。標高はそれほど高くないが、豪雪地帯に位置するため、盛夏でも雪渓を残す山である。日本二百名山の一つ。

## 概要
中ノ岳の山容は、頂上こそ緩やかな円頂を示すものの、西北に水無川、南西には黒又川、東に北又川の険谷を落とし、絶壁や雪渓に守られて容易に登山者を寄せ付けない。魚沼の平野からは近いが、登山道はどれも相当の労力を要する。特に八海山との間は、標高差にして800mも落ち込んでおり、最低鞍部のオカメノゾキを経由する縦走路は難路として知られている。山頂わずか北方には避難小屋（中ノ岳避難小屋）が建てられており、登山者の利用に供されている。

## 登山道
北方の越後駒ヶ岳と西の八海山を結ぶ縦走路、南の丹後山からの縦走路の他、南西の十字峡から日向山を経由するものがある。

## 参考画像

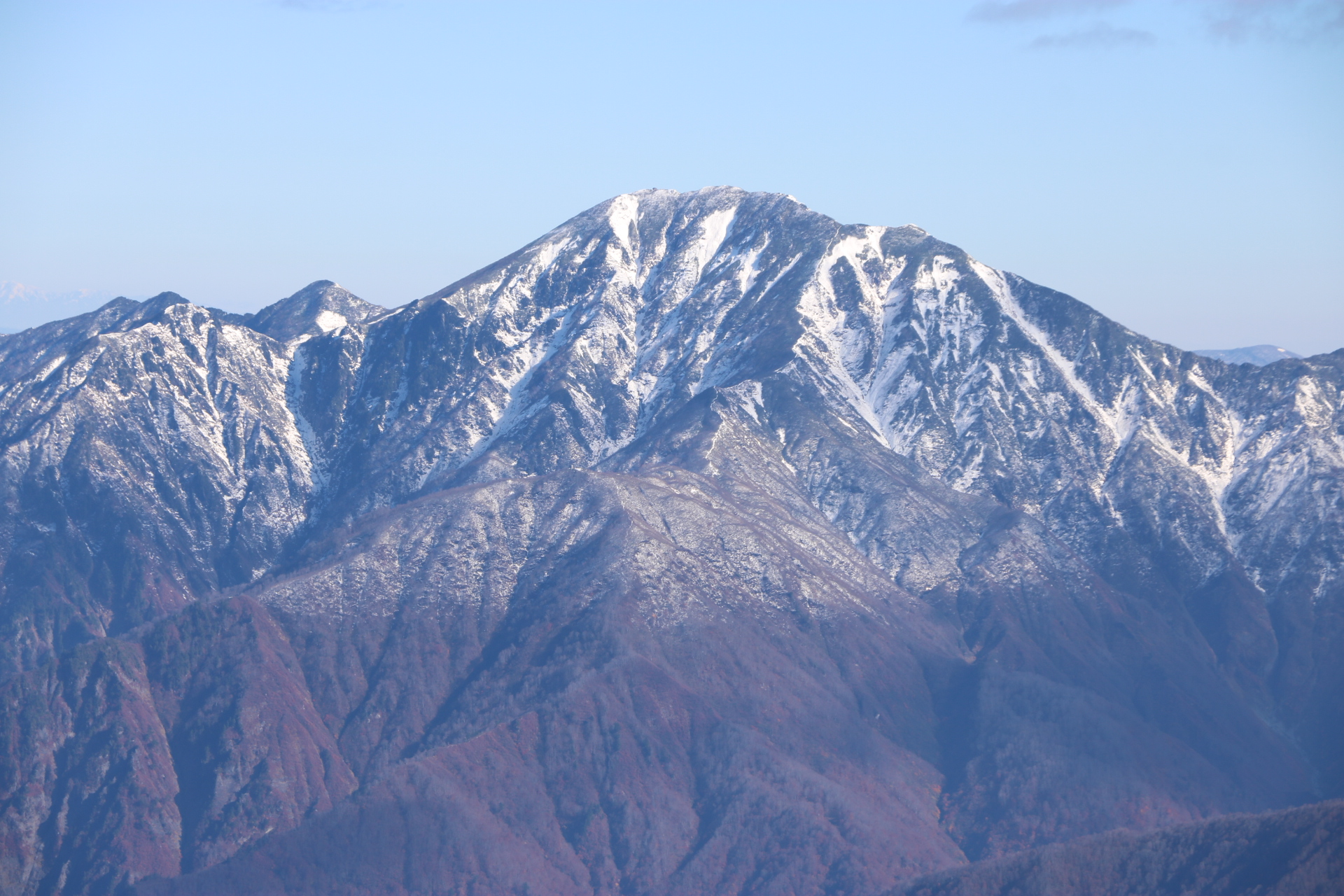
南西から望む 巻機山から
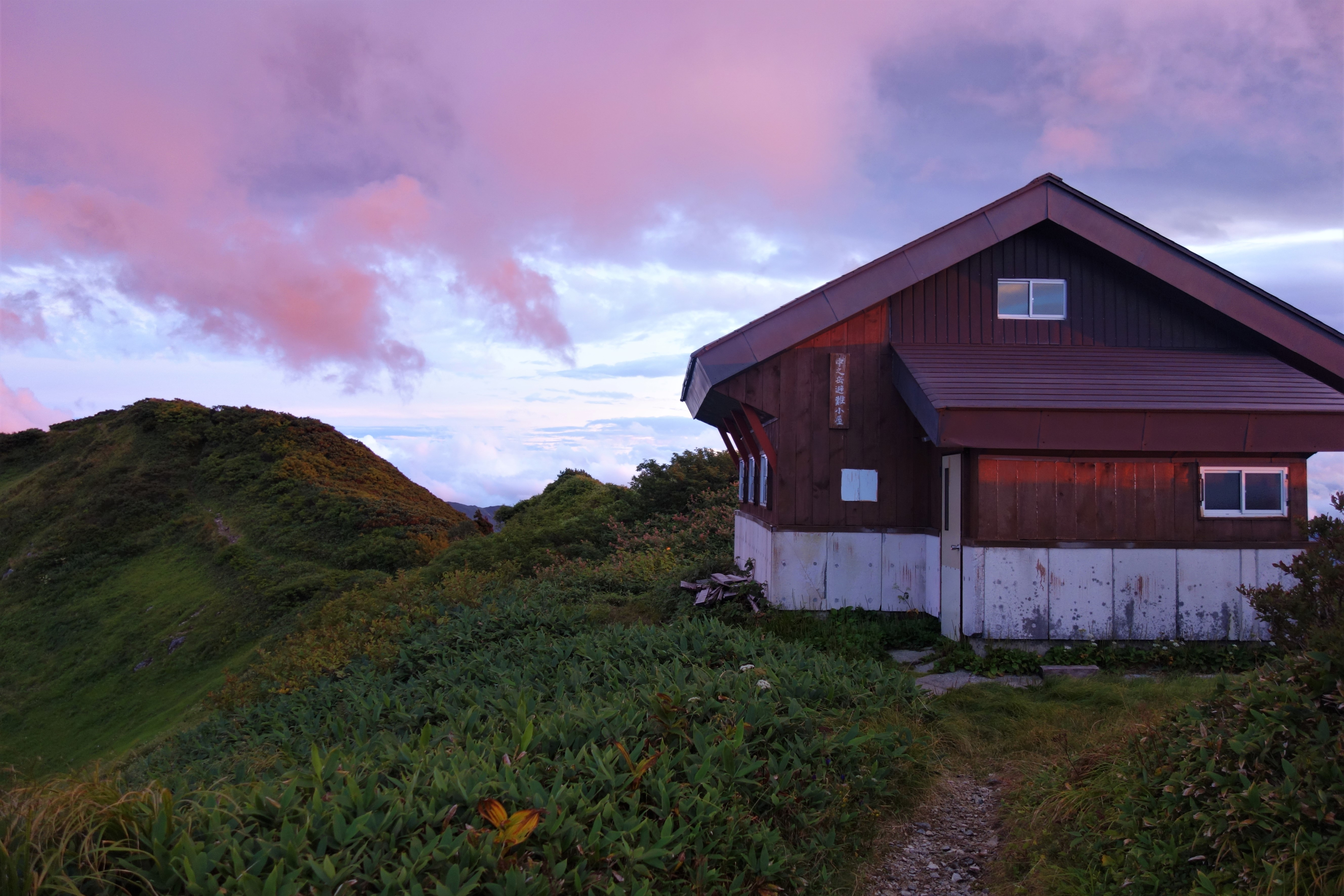
中ノ岳避難小屋（左奥が山頂）
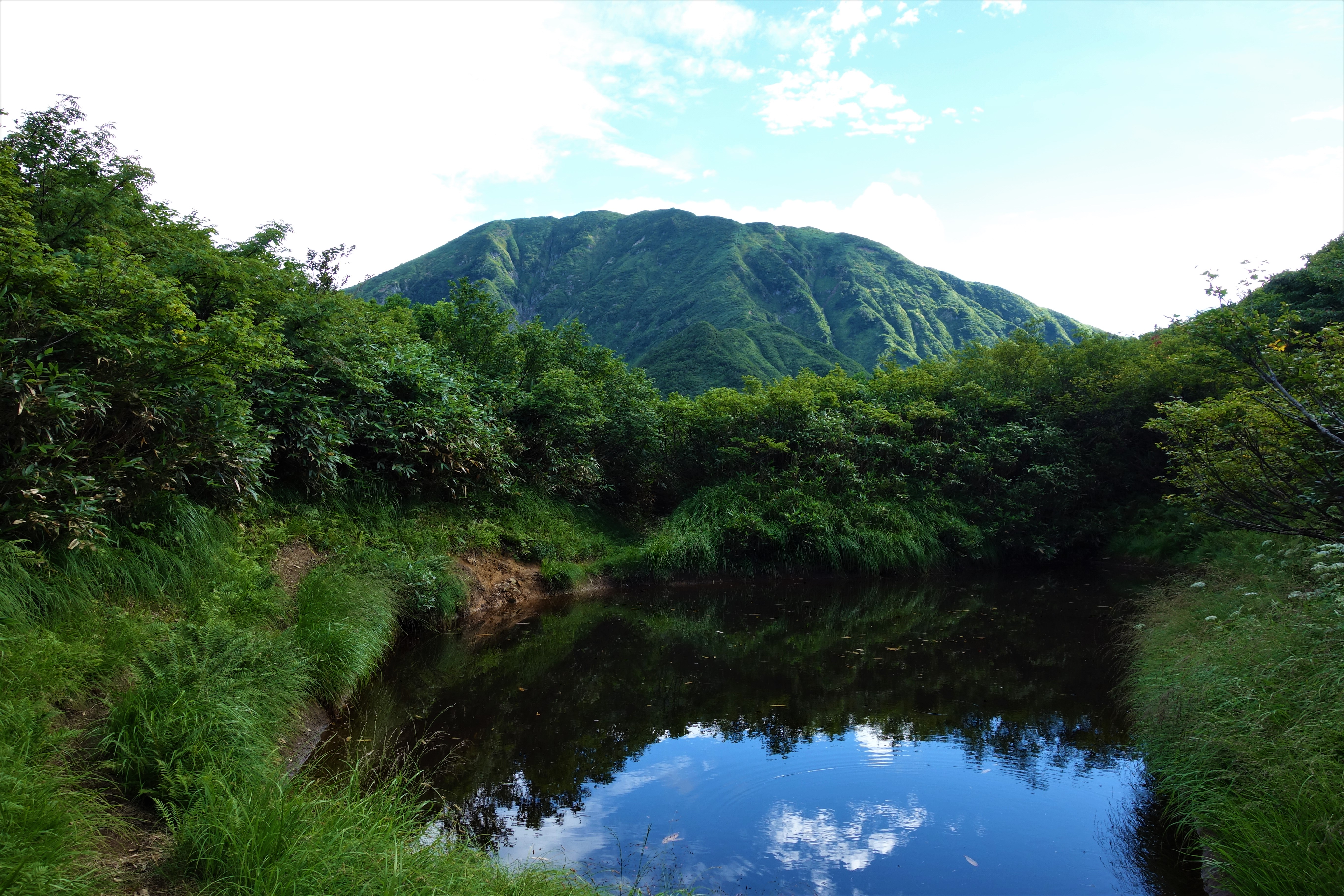
生姜畑（5-6合目）は池塘が点在している
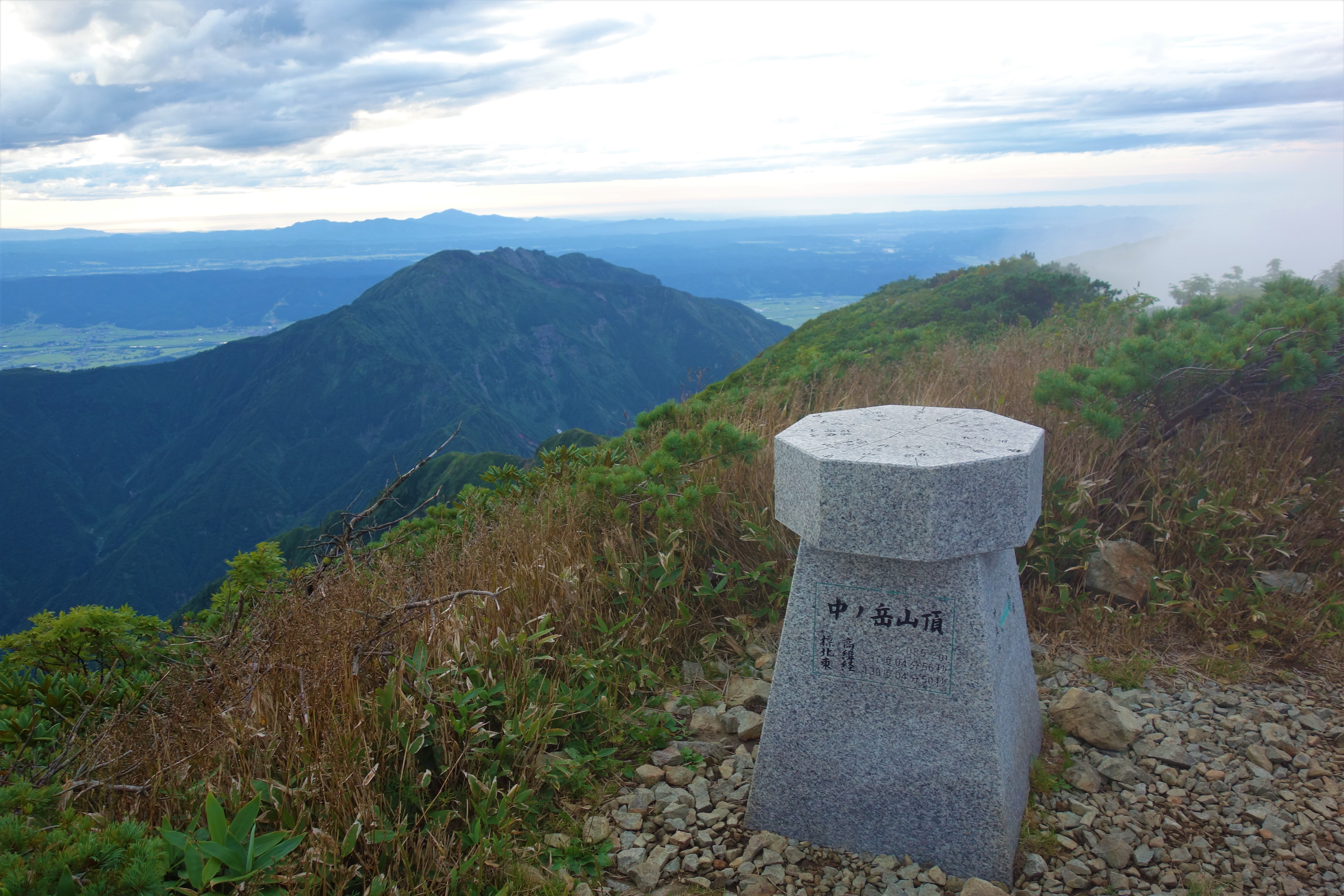
山頂から見た八海山
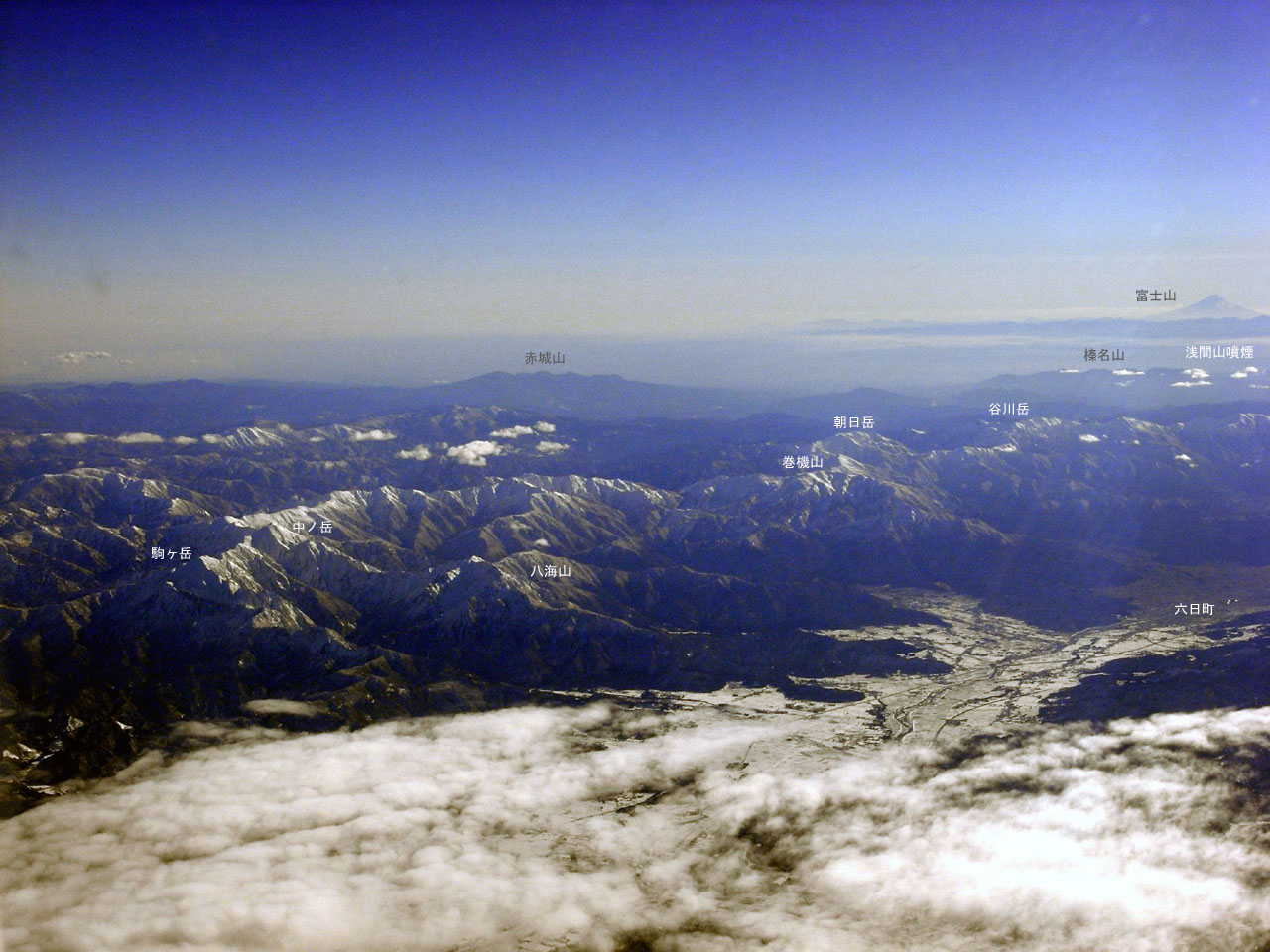
越後三山の一つ中ノ岳（左）